# Popular Science
Popular Science (PopSci) ist ein 1872 gegründetes populärwissenschaftliches, US-amerikanisches Magazin, das monatlich erscheint und bis heute zahlreiche Auszeichnungen erlangte. Popular Science wird in über 30 verschiedene Sprachen übersetzt und weltweit in über 45 Ländern vertrieben.

## Internetarchiv
Erste Ausgaben bis 1923 sind über das Internetarchiv zugänglich.
- Vol. 1, May-Oct 1872; archive.org.
- Vol. 2, Nov-Apr 1873; archive.org.
- Vol. 3, May-Oct 1873; archive.org.
- Vol. 4, Nov-Apr 1874; archive.org.
- Vol. 5, May-Oct 1874; archive.org.
- Vol. 6, Nov-Apr 1875; archive.org.
- Vol. 7, May-Oct 1875; archive.org.
- Vol. 8, Nov-Apr 1876; archive.org.
- Vol. 9, May-Oct 1876; archive.org.
- Vol. 10, Nov-Apr 1877; archive.org.